# Palaemerobius proavitus
Palaemerobius proavitus là một loài côn trùng trong họ Permithonidae thuộc bộ Neuroptera. Loài này được Martynov miêu tả năm 1928.